# THE HURRICANE ～FIREWORKS～
《THE HURRICANE 〜FIREWORKS〜》（放浪風暴 ～烈焰～）為日本音樂團體EXILE（放浪兄弟）的第31張單曲。2009年7月22日於日本發行。

## 解說
- 新生EXILE的第2張單曲，本次收錄4曲。
- 《THE NEXT DOOR -INDESTRUCTIBLE- feat. FLO RIDA》是與創下全美告示牌排行榜連續6週冠軍紀錄的FLO RIDA〈佛羅·里達〉共同合作的歌曲。
- 《溫柔光芒》的音樂錄影帶由速水茂虎道與市川由衣演出。
- 《The Birthday ～我愛你～》以來連續4作，通算第8張獲得公信榜冠軍。

## 發行版本
- CD ONLY
- CD+DVD

## 收錄曲目

### CD
1. FIREWORKS
作詞：michico,  P-CHO, GS, KUBO-C, TOMOGEN / 作曲：T. Kura、michico / 編曲：T. Kura
4 Vocal
《Sky PerfecTV! EXILE TV》廣告曲
2. 溫柔光芒（日语：優しい光）
作詞：ATSUSHI / 作曲・編曲：春川仁志
2 Vocal
Meiji《フラン ホイップス》廣告曲
3. THE NEXT DOOR -INDESTRUCTIBLE- feat. FLO RIDA 
作詞：NEGIN / 作曲：lil' showy / 編曲：中野雄太
4. FIREWORKS (Instrumental)
5. 溫柔光芒 （日语：優しい光） (Instrumental)
6. THE NEXT DOOR -INDESTRUCTIBLE- feat. FLO RIDA (Instrumental)
7. WONT BE LONG -LIVE VERSION-

### DVD
1. FIREWORKS (Video Clip)
2. 溫柔光芒 （日语：優しい光） (Video Clip)

## 備註
1. 1 2  . Oricon. 2009  [2013-01-19]. （原始内容存档于2014-03-11） （日语）.
2. ↑  . Musicman-NET. 2012-08-02  [2013-01-19]. （原始内容存档于2012-09-04） （日语）.

## 外部連結
- （日語）「THE HURRICANE 〜FIREWORKS〜」日文特設網站